# 島田村 (島根県)
島田村（しまたむら）は、島根県能義郡にあった村。現在の安来市黒井田町、島田町、門生町、吉佐町にあたる。

## 地理
- 河川：茶屋川[1]
- 湖沼：中海[2]
- 島嶼：萱島、松島[2]

## 歴史
- 1889年（明治22年）4月1日、町村制の施行により、能義郡黒井田村、島田村、門生村、吉佐村が合併して村制施行し、島田村が発足[2][3]。
- 1924年（大正13年）島田筍果実出荷組合設立[2]。
- 1948年（昭和23年）島田農業協同組合設立[2]。
- 1949年（昭和24年）島田加工農業協同組合設立[2]。
- 1954年（昭和29年）4月1日、能義郡安来町、飯梨村、荒島村、赤江村、大塚村と合併し、市制施行し安来市を新設して廃止された[2][3]。

## 産業
- 農業、漁業[2]